# میهائیل سباستیان
میهائیل سباستیان (انگلیسی: Mihail Sebastian؛ ‏ تلفظ رومانیایی: [mihaˈil sebastiˈan]؛ ‏ ۱۸ اکتبر ۱۹۰۷ – ۲۹ مهٔ ۱۹۴۵) نمایشنامه‌نویس، روزنامه‌نگار و استاد دانشگاه اهل رومانی بود.
از فیلم‌هایی که وی در آن‌ها نقش داشته‌است، می‌توان به ماجرای پروتار اشاره نمود.